# Пес'яне
Пес'яне (рос. Песьяне) — присілок у Кіржацькому районі Владимирської області Російської Федерації.
Входить до складу муніципального утворення Філіпповське сільське поселення. Населення становить 330 осіб (2010).

## Історія
Присілок розташований на землях фіно-угорського народу мещери.
Від 10 квітня 1929 року належить до Кіржацького району, утвореного в складі Александровського округу Івановської промислової області з частини території Александровського повіту Владимирської губернії. З 11 березня 1936 року до 14 серпня 1944 року у складі Івановської області, відтак поселення перейшло до складу новоутвореної Владимирської області.
Згідно із законом від 27 травня 2005 року входить до складу муніципального утворення Філіповське сільське поселення.

## Населення
| 1859 | 1905 | 1926 | 1959 | 1970 | 1979 | 1983 |
| ---- | ---- | ---- | ---- | ---- | ---- | ---- |
| 475  | ↗696 | ↘657 | ↘237 | ↘177 | ↗216 | ↗233 |
| 2002 | 2010 |      |      |      |      |      |
| ↗319 | ↗330 |      |      |      |      |      |